# Arezzo (stad)

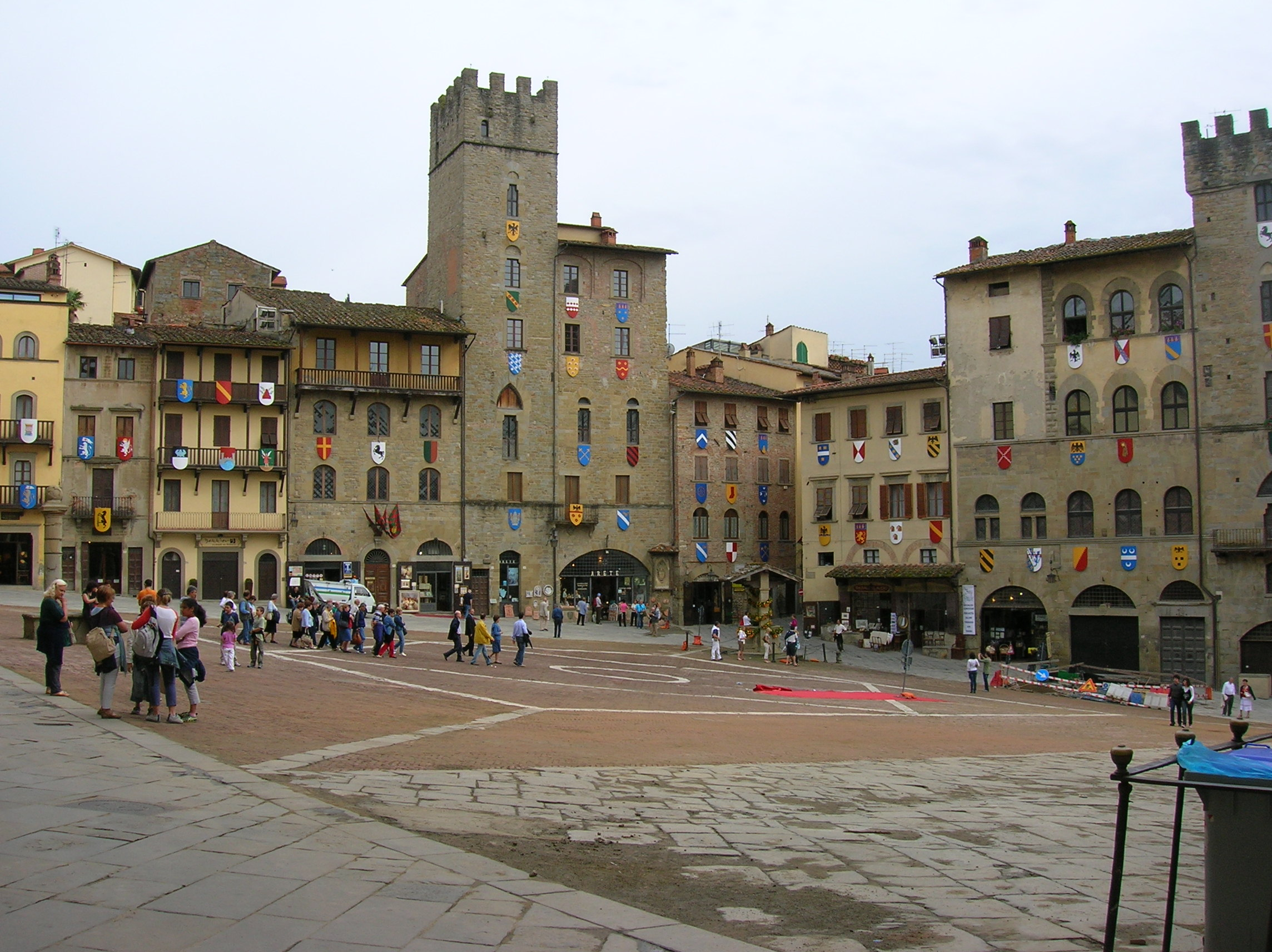
Piazza Grande

Arezzo is een stad in de Italiaanse regio Toscane met ongeveer 100.000 inwoners. Het is de hoofdstad van de provincie Arezzo. Arezzo ligt 80 kilometer ten zuidoosten van Florence aan de doorgaande weg- - en spoorverbinding tussen Noord-Italië en Rome, op de overgang van verschillende valleien in een verder overwegend heuvelachtig gebied.
De volgende frazioni maken deel uit van de gemeente: Palazzo del Pero, Patrignone, Policiano.

## Geschiedenis
De stad is van Etruskische oorsprong en heette in het Etruskisch Aritim. Het was een van de machtigste Etruskische steden en lag aan de oude Via Cassia. Het was lid van de twaalf Etruskische vorstendommen. Ten tijde van het Romeinse Rijk heette de stad Arretium en was het bekend als centrum van metaalbewerking en pottenbakkers. Tijdens de regering van keizer Augustus en in de 1e eeuw na Chr. waren er belangrijke fabrieken die Italiaanse terra sigillata produceerden. Deze terra sigillata werd in Italië verkocht en uitgevoerd naar Gallië. 
Tegen het einde van de 11e eeuw was Arezzo een zelfstandige stadstaat, geleid door een consul. De stad telde verschillende kerken en stadspaleizen met torens binnen haar muren en controleerde een groot gebied in de omgeving. Arezzo behoorde tot het kamp van de Ghibellijnen en vormde het laatste keizersgezinde bolwerk. In 1289 werd Arezzo verslagen en het gebied werd verdeeld tussen Siena en Florence. De stad zelf werd gecontroleerd door de Florentijnen. Later kwam de stad te liggen in het groothertogdom Toscane. Pas na de Italiaanse eenmaking in 1861 kreeg de stad weer een belangrijke bestuurlijke functie als hoofdstad van een provincie.
In de zomer van 1944 werd er hevig gevochten om Arezzo tussen Duitsers en Britten, maar het stadscentrum kwam relatief ongeschonden door de oorlog.

## Cultuur
Op de laatste zondag van juni, en de eerste zondag van september wordt nog altijd het Steekspel der Saracenen (Giostra dei Saraceni) gehouden, waarin de verschillende buurten van de stad het tegen elkaar opnemen, en menigeen zich uitdost in middeleeuwse kostuums.

### Bezienswaardigheden
De historische stad ligt op een steile heuvel boven de vallei van de Arno.
- Basilica di San Francesco basiliek gewijd aan Sint Franciscus met een belangrijke frescocyclus van Piero della Francesca
- Piazza Grande het hoofdplein van de stad
- Kathedraal van Sint Donatius (vaak ook aangeduid als de Duomo) uit de 13e-16e eeuw
- San Domenico gotische kerk met als belangrijkste inventarisstuk een crucifix van Cimabue
- Santa Maria della Pieve romaanse kerk uit de 12e eeuw

### Musea
- Museo d'Arte medievale e moderna
- Museo archeologico
- Museo Oro d’Autore (goudkunst)

### Galerij

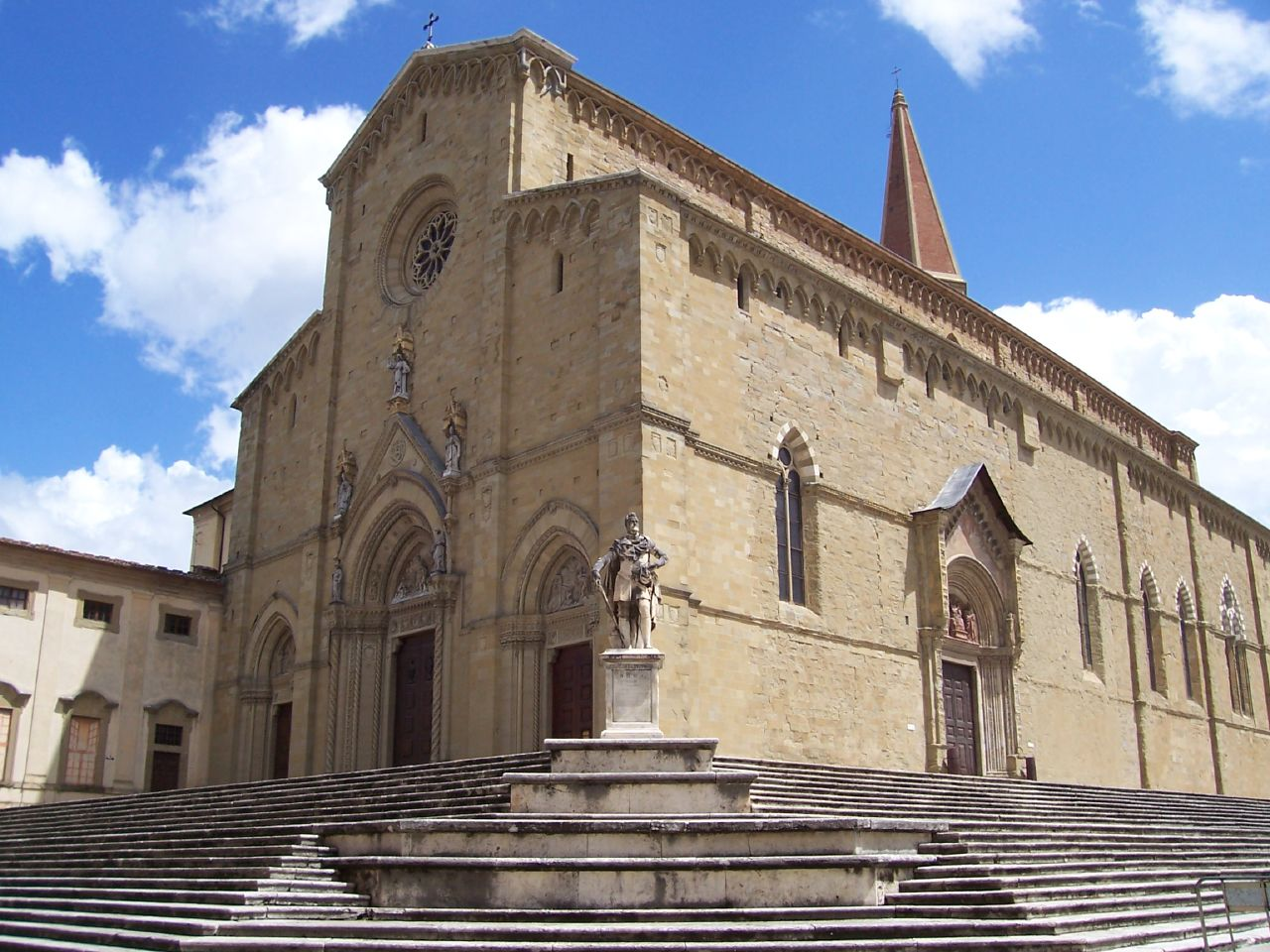
Duomo Arezzo
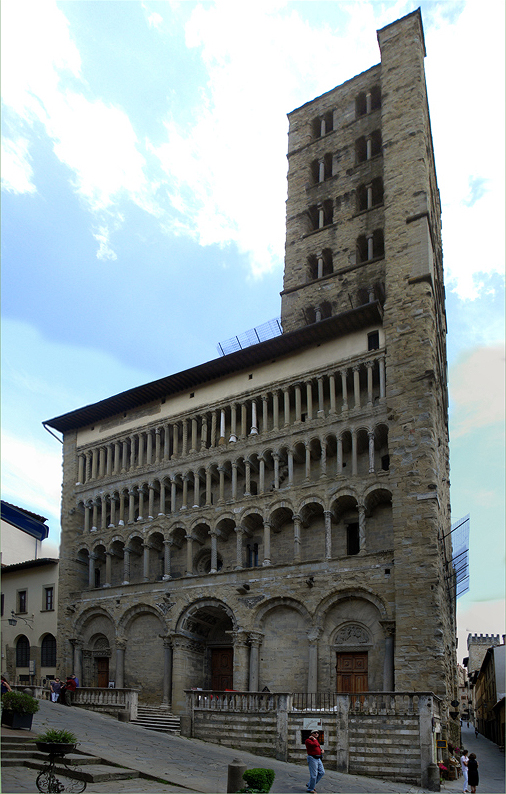
Santa Maria della Pieve
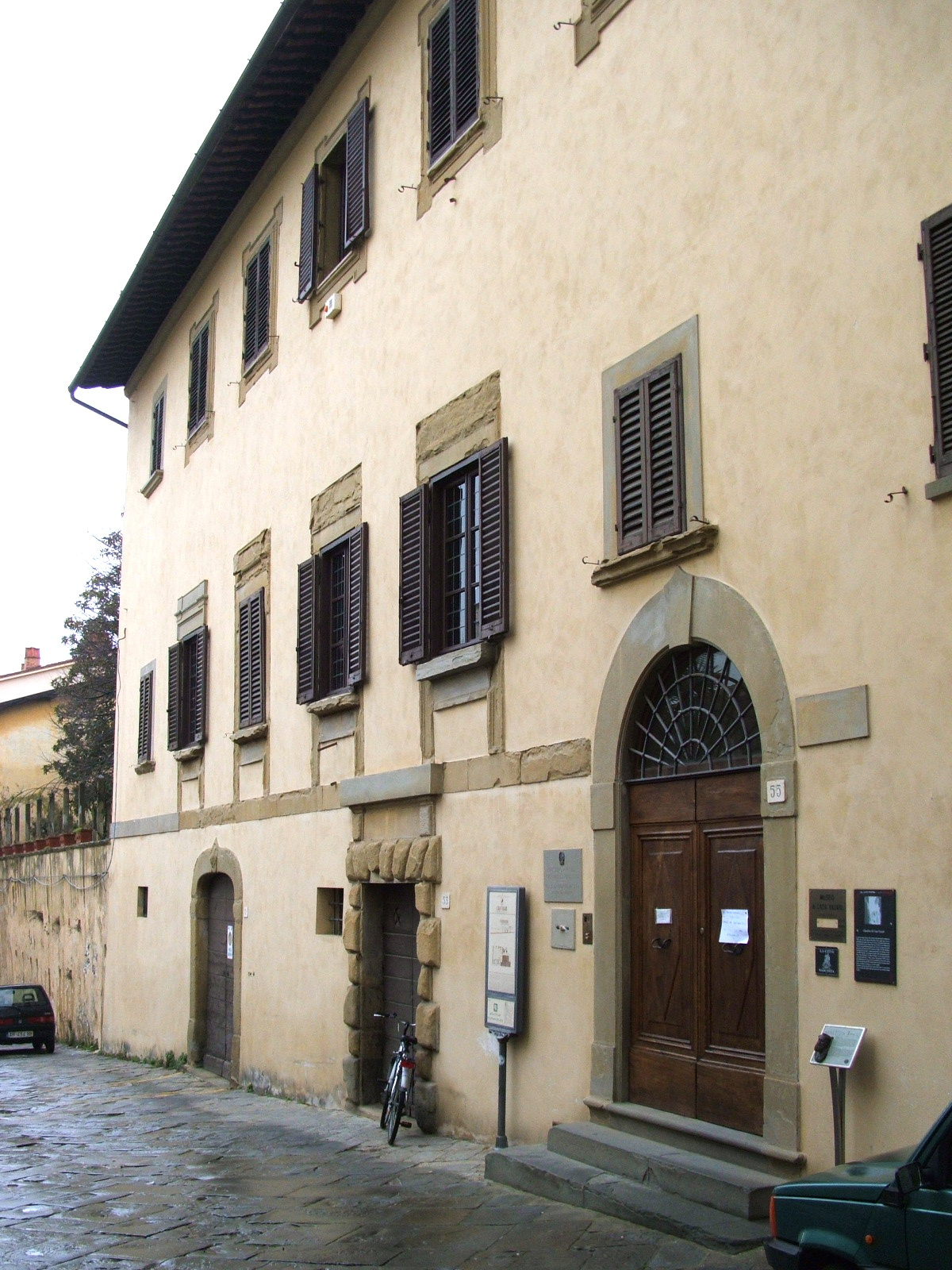
Huis van Giorgio Vasari
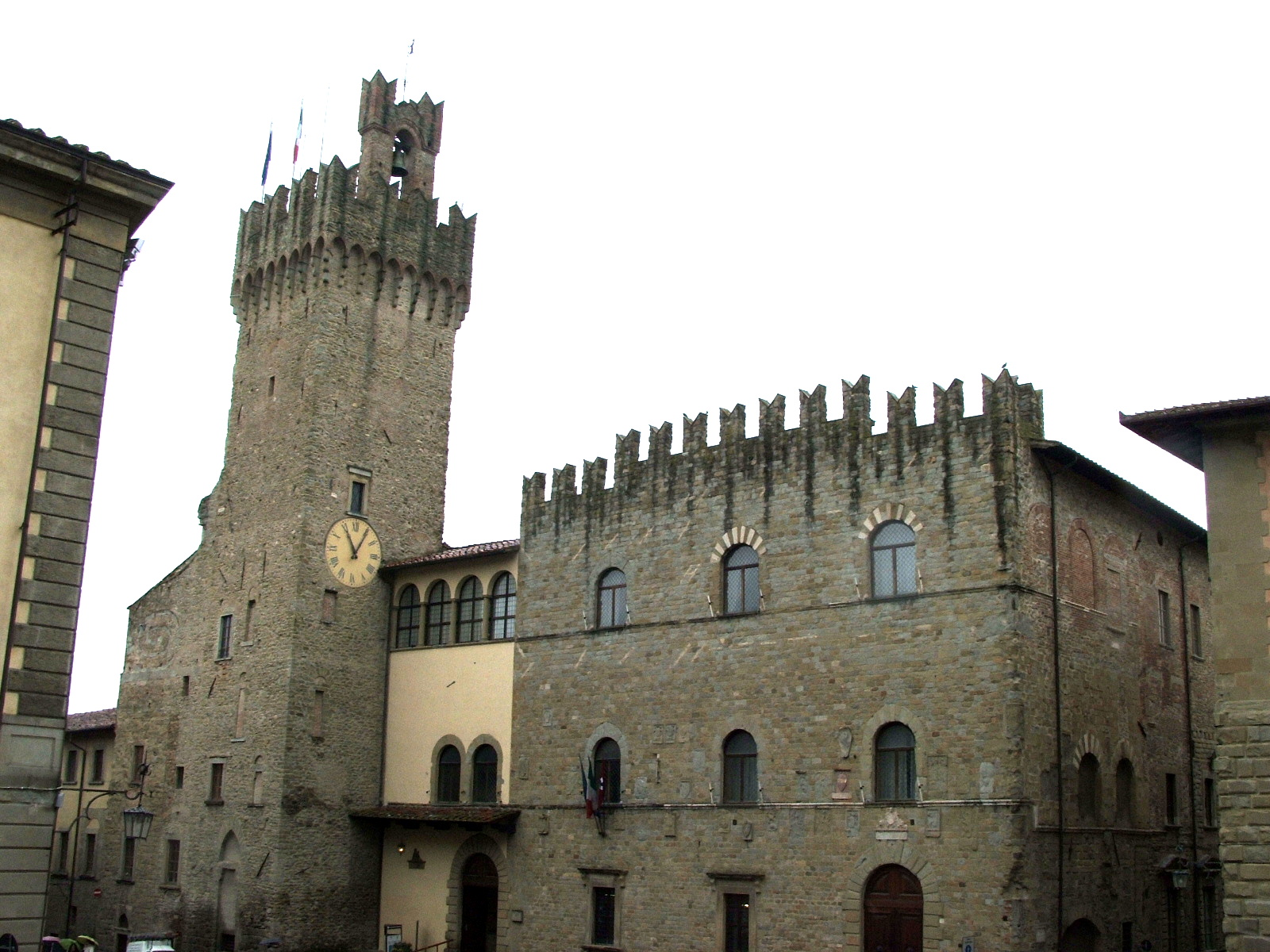
Palazzo Comunale

## Sport
AC Arezzo is de voetbalclub van Arezzo.

## Verkeer en vervoer
Arezzo is bereikbaar via de A1 en er is een station.

## Geboren
- Guido van Arezzo (ook Guido Monaco genoemd) (991-1033), componist (medegrondlegger van de muzieknotatie)
- Tegenpaus Calixtus III (?-±1179), geboren als Johannes van Struma
- Francesco Petrarca (1304-1374), dichter en schrijver (grondlegger van het humanisme)
- Leonardo Bruni (1370-1444), humanist en historicus
- Cristoforo del Monte (1484-1564), kardinaal-bisschop van Marseille
- Pietro Aretino (1492-1556), schrijver
- Giorgio Vasari (1511-1574), kunstschilder, architect en kunsthistoricus
- Andrea Cesalpino (1519-1603), arts, filosoof en botanicus
- Francesco Redi (1626-1697), arts, natuuronderzoeker en dichter
- Cesare Burali-Forti (1861-1931), wiskundige en logicus
- Francesco Severi (1879-1961), wiskundige
- Paolo Bertini (1964), voetbalscheidsrechter
- Amedeo Carboni (1965), voetballer
- Daniele Bracciali (1978), tennisspeler
- Daniele Bennati (1980), wielrenner
- Federico Luzzi (1980-2008), tennisser
- Dylan en Cole Sprouse (1992), Amerikaanse acterende tweeling
- Valerio Rosseti (1994), voetballer

## Overleden
- Paus Gregorius X (10 januari 1276), kerkleider

## Externe link

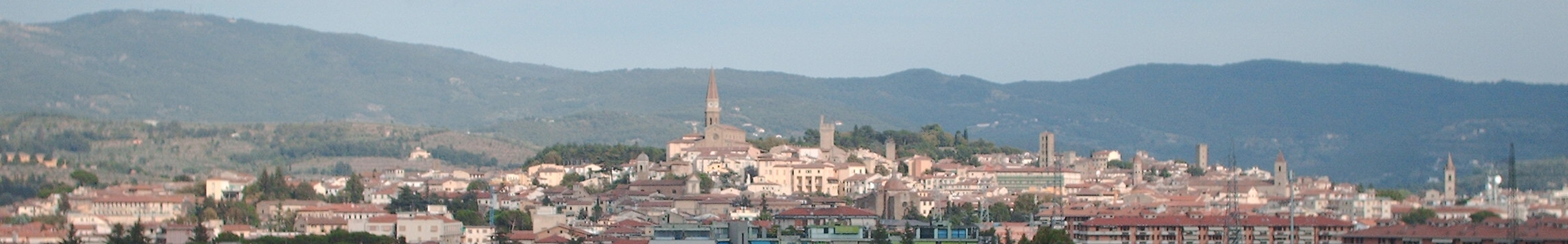
Panorama Arezzo